# めざましRadio 〜おはよう!寿・新鮮組〜
めざましRadio 〜おはよう!寿・新鮮組〜（めざましRadio 〜おはよう!ことぶき・しんせんぐみ〜）は、1996年10月1日から1998年3月31日までKBS京都ラジオで放送された朝の生ワイド番組、放送時間は朝6時30分～9時45分。ここでは1997年10月にリニューアルした「西村寿一のめざましRadio」も記する。

## パーソナリティー
- 西村寿一　-前番組「諸口あきらのフレッシュモーニング」のラジオカーレポーターから昇格
- 向山啓子

## ラジオカー
ラジオカー、ワゴンタイプの愛称「ラジエモン」、1997年4月よりミニバンタイプ「ウェービー」を導入。
- 竹上和見　月曜火曜を担当
- 稲葉真紀　水曜木曜を担当　-後番組「ほからじ」あっちこっちほっかほか便り（2015年10月2日）に城崎温泉泊覧会運営委員として電話出演、「羽川英樹の土曜は旅気分」心はんなり旅気分（2021年1月2日）に城崎特設特派員として電話出演

1997年10月より
- 上釜由紀子　月曜火曜を担当
- 野村朋未　水曜木曜を担当

上釜由紀子・野村智美の両名は「めざましRadio ～ おはよう！寿・新鮮組」の終った後、後継番組の笑福亭晃瓶のほっかほかラジオのラジオカーレポーターに。

## 番組内のコーナー
- 朝の音楽館
- 海外トピックス
- 日産フラッシュジャーナル
- おはようレポート
- 朝の歳時記
- 京都府情報BOX
- 交通情報
- 交通取締り情報
- 武田鉄矢・今朝の三枚おろし
- 日替わり相談
- 目覚まし調査隊

など
| KBS京都ラジオ 月～木曜朝の生ワイド番組枠 | KBS京都ラジオ 月～木曜朝の生ワイド番組枠                        | KBS京都ラジオ 月～木曜朝の生ワイド番組枠 |
| 前番組                                   | 番組名                                                          | 次番組                                   |
| ---------------------------------------- | --------------------------------------------------------------- | ---------------------------------------- |
| 諸口あきらのフレッシュモーニング         | めざましRadio 〜おはよう!寿・新鮮組〜 ↓ 西村寿一のめざましRadio | 笑福亭晃瓶のほっかほかラジオ             |